# سیلاس (مسیحیت)
سیلاس یا سیلوانوس (به یونانی کوینه: Σίλας / Σιλουανός؛ قرنِ نخستِ میلادی) یکی از اعضای برجستهٔ مسیحیتِ نخستین بود که در بخش‌هایی از سفرهای تبلیغیِ اول و دوم با پُلوس رسول همراه بود.